# Norwich City Football Club 2021-2022
Questa voce raccoglie le informazioni riguardanti il Norwich City Football Club nelle competizioni ufficiali della stagione 2021-2022.

## Maglie e sponsor
| Casa | Trasferta | Terza maglia |

Sponsor ufficiale: Lotus Cars
Fornitore tecnico: Joma

## Rosa
Aggiornata al 31 gennaio 2022.
| N. |                        | Ruolo | Calciatore              |
| -- | ---------------------- | ----- | ----------------------- |
| 1  | Paesi Bassi (bandiera) | P     | Tim Krul                |
| 2  | Inghilterra (bandiera) | D     | Max Aarons              |
| 3  | Inghilterra (bandiera) | D     | Sam Byram               |
| 4  | Inghilterra (bandiera) | D     | Ben Gibson              |
| 5  | Scozia (bandiera)      | D     | Grant Hanley (capitano) |
| 6  | Germania (bandiera)    | D     | Christoph Zimmermann    |
| 7  | Germania (bandiera)    | C     | Lukas Rupp              |
| 8  | Scozia (bandiera)      | C     | Billy Gilmour           |
| 10 | Inghilterra (bandiera) | C     | Kieran Dowell           |
| 11 | Polonia (bandiera)     | A     | Przemysław Płacheta     |
| 15 | Turchia (bandiera)     | D     | Ozan Kabak              |
| 16 | Norvegia (bandiera)    | C     | Mathias Normann         |
| 17 | Kosovo (bandiera)      | A     | Milot Rashica           |
| 18 | Grecia (bandiera)      | A     | Chrīstos Tzolīs         |

| N. |                             | Ruolo | Calciatore          |
| -- | --------------------------- | ----- | ------------------- |
| 19 | Danimarca (bandiera)        | C     | Jakob Sørensen      |
| 20 | Francia (bandiera)          | C     | Pierre Lees-Melou   |
| 21 | Inghilterra (bandiera)      | D     | Brandon Williams    |
| 22 | Finlandia (bandiera)        | A     | Teemu Pukki         |
| 23 | Scozia (bandiera)           | C     | Kenny McLean        |
| 24 | Stati Uniti (bandiera)      | A     | Josh Sargent        |
| 26 | Inghilterra (bandiera)      | D     | Bali Mumba          |
| 28 | Inghilterra (bandiera)      | P     | Angus Gunn          |
| 30 | Grecia (bandiera)           | D     | Dīmītrīs Giannoulīs |
| 33 | Irlanda del Nord (bandiera) | P     | Michael McGovern    |
| 35 | Irlanda (bandiera)          | A     | Adam Idah           |
| 42 | Inghilterra (bandiera)      | C     | Liam Gibbs          |
| 44 | Irlanda (bandiera)          | D     | Andrew Omobamidele  |
| 46 | Inghilterra (bandiera)      | A     | Jonathan Rowe       |

## Risultati

### Premier League

#### Girone di andata
| Arbitro: | Marriner |

|  |           |                                |
|  | Marcatori | 26’ Jota 65’ Firmino 74’ Salah |

| Arbitro: | Scott |

|                                                                 |           |  |
| Krul 7’ (aut.) Grealish 22’ Laporte 64’ Sterling 71’ Mahrez 84’ | Marcatori |  |

| Arbitro: | Jones |

|                  |           |                         |
| Pukki 44’ (rig.) | Marcatori | 8’ Vardy 76’ Albrighton |

| Arbitro: | Oliver |

|                |           |  |
| Aubameyang 66’ | Marcatori |  |

| Arbitro: | Jones |

|           |           |                          |
| Pukki 35’ | Marcatori | 17’ Dennis 63’, 80’ Sarr |

| Arbitro: | Coote |

|                                  |           |  |
| Townsend 29’ (rig.) Doucouré 77’ | Marcatori |  |

| Burnley 2 ottobre 2021, ore 15:00 WEST 7ª giornata | Burnley | 0 – 0 referto | Norwich City | Turf Moor (17 427 spett.)\| Arbitro: \| Friend \| |
| Arbitro:                                           | Friend  |               |              |                                                   |

| Norwich 16 ottobre 2021, ore 15:00 WEST 8ª giornata | Norwich City | 0 – 0 referto | Brighton | Carrow Road (26 777 spett.)\| Arbitro: \| Bankes \| |
| Arbitro:                                            | Bankes       |               |          |                                                     |

| Arbitro: | Madley |

|                                                                                      |           |  |
| Mount 8’, 85’ (rig.), 90+1’ Hudson-Odoi 18’ James 42’ Chilwell 57’ Aarons 62’ (aut.) | Marcatori |  |

| Arbitro: | Taylor |

|                 |           |                          |
| Omobamidele 58’ | Marcatori | 56’ Raphinha 60’ Rodrigo |

| Arbitro: | Jarred Gillett |

|           |           |                             |
| Henry 60’ | Marcatori | 6’ Normann 29’ (rig.) Pukki |

| Arbitro: | Atkinson |

|                     |           |          |
| Pukki 7’ Hanley 79’ | Marcatori | 4’ Adams |

| Norwich 27 novembre 2021, ore 15:00 WET 13ª giornata | Norwich City | 0 – 0 referto | Wolverhampton | Carrow Road (26 911 spett.)\| Arbitro: \| Hooper \| |
| Arbitro:                                             | Hooper       |               |               |                                                     |

| Arbitro: | Madley |

|                   |           |           |
| Wilson 61’ (rig.) | Marcatori | 79’ Pukki |

| Arbitro: | Gillett |

|                               |           |  |
| Lucas 10’ Sánchez 67’ Son 77’ | Marcatori |  |

| Arbitro: | England |

|  |           |                    |
|  | Marcatori | 75’ (rig.) Ronaldo |

| Arbitro: | Coote |

|  |           |                        |
|  | Marcatori | 34’ Ramsey 87’ Watkins |

| Arbitro: | Hooper |

|                |           |  |
| Bowen 42’, 83’ | Marcatori |  |

| Arbitro: | Scott |

|  |           |                                                                |
|  | Marcatori | 6’, 67’ Saka 44’ Tierney 84’ (rig.) Lacazette 90+1’ Smith Rowe |

#### Girone di ritorno
| Arbitro: | Tierney |

|                                          |           |  |
| Édouard 8’ (rig.) Mateta 38’ Schlupp 42’ | Marcatori |  |

| Arbitro: | Hooper |

|                             |           |  |
| Vardy 54’, 62’ Maddison 70’ | Marcatori |  |

| Arbitro: | Madley |

|                           |           |                 |
| Keane 16’ (aut.) Idah 18’ | Marcatori | 18’ Richarlison |

| Arbitro: | Dean |

|  |           |                                     |
|  | Marcatori | 51’, 74’ Sargent 90+2’ (aut.) Kucka |

| Arbitro: | Tierney |

|          |           |          |
| Pukki 1’ | Marcatori | 60’ Zaha |

| Arbitro: | Marriner |

|  |           |                                  |
|  | Marcatori | 31’, 70’, 90’ Sterling 48’ Foden |

| Arbitro: | Dean |

|                             |           |             |
| Mané 64’ Salah 67’ Díaz 81’ | Marcatori | 48’ Rashica |

| Arbitro: | Hooper |

|                     |           |  |
| Adams 52’ Romeu 88’ | Marcatori |  |

| Arbitro: | Taylor |

|             |           |                                   |
| Pukki 90+2’ | Marcatori | 32’, 52’ (rig.), 58’ (rig.) Toney |

| Arbitro: | Attwell |

|                            |           |              |
| Rodrigo 14’ Gelhardt 90+4’ | Marcatori | 90+1’ McLean |

| Arbitro: | Atkinson |

|                  |           |                                   |
| Pukki 69’ (rig.) | Marcatori | 3’ Chalobah 14’ Mount 90’ Havertz |

| Brighton 2 aprile 2022, ore 15:00 WEST 31ª giornata | Brighton | 0 – 0 referto | Norwich City | Falmer Stadium (31 245 spett.)\| Arbitro: \| Hooper \| |
| Arbitro:                                            | Hooper   |               |              |                                                        |

| Arbitro: | Oliver |

|                         |           |  |
| Lees-Melou 9’ Pukki 86’ | Marcatori |  |

| Arbitro: | Madley |

|                      |           |                        |
| Ronaldo 7’, 32’, 76’ | Marcatori | 45+1’ Dowell 52’ Pukki |

| Arbitro: | Kavanagh |

|  |           |                                  |
|  | Marcatori | 35’, 41’ Joelinton 49’ Guimarães |

| Arbitro: | Brooks |

|                        |           |  |
| Watkins 41’ Ings 90+3’ | Marcatori |  |

| Arbitro: | Jones |

|  |           |                                                    |
|  | Marcatori | 12’, 45+3’ Benrahma 30’ Antonio 65’ (rig.) Lanzini |

| Arbitro: | Harrington |

|               |           |           |
| Aït-Nouri 55’ | Marcatori | 37’ Pukki |

| Arbitro: | Kavanagh |

|  |           |                                           |
|  | Marcatori | 16’, 64’ Kulusevski 32’ Kane 70’, 75’ Son |

### FA Cup
| Arbitro: | Smith |

|  |           |             |
|  | Marcatori | 79’ Rashica |

| Arbitro: | Coote |

|  |           |              |
|  | Marcatori | 45+1’ McLean |

| Arbitro: | Atkinson |

|                   |           |          |
| Minamino 27’, 39’ | Marcatori | 76’ Rupp |